# Saint-Ambroix, Gard
Saint-Ambroix är en kommun i departementet Gard i regionen Occitanien i södra Frankrike. Kommunen ligger i kantonen Saint-Ambroix som tillhör arrondissementet Alès. År 2022 hade Saint-Ambroix 3 353 invånare.

## Befolkningsutveckling
Antalet invånare i kommunen Saint-Ambroix
Referens:INSEE